# 1-decanamina
La 1-decanamina o n-decilamina es una amina primaria de fórmula molecular C10H23N.

## Propiedades físicas y químicas
A temperatura ambiente, la 1-decanamina es un líquido incoloro con el característico olor de las aminas.
Solidifica a 16 °C aproximadamente y hierve a 217 °C.
Al ser una alquilamina unida a una larga cadena de diez carbonos, es prácticamente insoluble en agua, apenas 181 mg/L. El logaritmo de su coeficiente de reparto, logP, es igual a 4,12, lo que significa que su solubilidad en disolventes hidrófobos es del orden de 10 000 veces mayor que en agua.
Es menos densa que el agua (ρ = 0,794 g/cm³), por lo que flota en ella. Por su parte, el vapor de 1-decanamina es 5,5 veces más denso que el aire.
Esta amina es incompatible con agentes oxidantes fuertes, ácidos, anhídridos de ácidos y cloruros de acilo. Absorbe el dióxido de carbono del aire.

## Síntesis y usos
La 1-decanamina se sintetiza a partir del gel de sílice, figurando el ácido cáprico, la 2-tridecanoamina y el decanonitrilo como productos intermedios. Para la reducción catalítica de nitrilos alifáticos —como el mencionado decanonitrilo en decanamina— se ha estudiado el uso de microgeles sensibles al pH.
En cuanto a sus usos, esta amina es un producto químico intermediario.
Así, aparece como intermediario en la formación de la membrana liposomal de fosfatidilcolina-decilamina.
Por otra parte, la 1-decanamina, absorbida en gel de sílice, es capaz de eliminar eficazmente metales pesados tales como cobre(II), cadmio(II), plomo(II), níquel(II) y plata(I).
También ha sido empleada en Nueva Zelanda como repelente de abejas después de la aplicación de plaguicidas.

## Impacto ambiental
La producción y el uso de 1-decanamina como intermediario químico pueden ocasionar su escape al medio ambiente a través de diversos tipos de residuos.
Si se libera a la atmósfera en forma de vapor, la 1-decanamina se degrada por la reacción con radicales hidroxilo producidos fotoquímicamente; la vida media de la 1-decanamina gaseosa en la atmósfera se estima en nueve horas.
Por el contrario, si se libera hacia el suelo, esta amina presenta una movilidad reducida en este entorno (Koc ≈ 2400). Dado que su pKa = 10,6, este compuesto existirá principalmente como catión, que no se volatiliza con el agua ni en suelos húmedos; además, de forma general los cationes se adsorben más fuertemente al carbono orgánico y a la arcilla que sus homólogos neutros.
Por último, el valor de su BCF —acumulación de un producto químico en un organismo cuando dicho producto solo proviene del agua— sugiere que el potencial de bioconcentración en organismos acuáticos es baja.